# 3月8日 (旧暦)
旧暦3月8日は旧暦3月の8日目である。六曜は仏滅である。

## できごと
- 大宝2年（ユリウス暦702年4月9日） - 文武天皇が、初の全国的に統一された計量単位（度量衡）を定める[要出典]。
- 宝永5年（グレゴリオ暦1708年4月28日） - 京都で大火（宝永の大火）。約1万4千軒焼失
- 天保2年（グレゴリオ暦1831年4月20日） - 大坂町奉行・新見正路が、安治川河口を浚渫した土砂で天保山を築く

## 誕生日
- 寛元4年（ユリウス暦1246年3月26日） - 日興[1]、僧侶（* 1333年）

## 忌日
- 安政5年（グレゴリオ暦1858年4月20日） - 大原幽学、農政学者（* 1797年）